# El robo del siglo (sèrie de televisió)
El robo del siglo (estilitzat com EL ROBO DEL $IGLO) és una sèrie web colombiana de drama, thriller i suspens produïda per Dynamo per a Netflix.
És protagonitzada per Andrés Parra, Marcela Benjumea, Christian Tappan i Waldo Urrego, que havien treballat en 2012 als enregistraments d' Escobar, el patrón del mal.
Es tracta de contar la història de l'assalt al Banc de la República a Valledupar el 1994.
El tràiler de la sèrie es va llançar el 27 de juliol de 2020. Va ser estrenada el 14 d'agost de 2020.

## Sinopsi
En 1994, un equip de lladres planeja un atracament ambiciós per a robar milions del Banc de la República de Colòmbia. Inspirat en fets reals.

## Repartiment
- Andrés Parra com Roberto Lozano "Chayo"
- Christian Tappan com Jairo Molina "El Abogado"
- Marcela Benjumea com "Doña K"[4]
- Juan Sebastián Calero com "El Sardino"
- Waldo Urrego com Gabriel Herrera "El Dragón"
- Rodrigo Jerez com Richard Reina "Estiven"
- Juan Pablo Barragán com Teniente Monroy
- Joha Mauricio Rivera Zumaqué com Yidi
- Katherine Vélez com Romy
- Paula Castaño com Cármen
- Pedro Suárez com "Goliath"
- Édgar Vittorino com Maguiver
- Ramsés Ramos com Ulises
- Matías Maldonado com Marco Emilio Zabala (Gerent del Banc)
- Carlos Mariño com Fiscal Paredes
- Álvaro García com Kike
- Juan Ángel com Iregui
- Luis Carlos Fuquen com Ramiro Nuñez (Burócrata)

## Episodis
| Núm. | Títol                      | Data d'estrena original |
| ---- | -------------------------- | ----------------------- |
| 1    | «Un negocio bonito»        | 14 d'agost de 2020      |
| 2    | «La titular»               | 14 d'agost de 2020      |
| 3    | «Manosucia»                | 14 d'agost de 2020      |
| 4    | «Escape de Valledupar»     | 14 d'agost de 2020      |
| 5    | «Billetes malditos»        | 14 d'agost de 2020      |
| 6    | «Todo el dinero del mundo» | 14 d'agost de 2020      |

## Premis i nominacions

### Premis India Catalina[5]
Vegeu també: Premis India Catalina
| Any  | Categoria                                                    | Telenovel·la o sèrie | Resultat  |
| ---- | ------------------------------------------------------------ | -------------------- | --------- |
| 2021 | Millor telenovel·la, sèrie o minisèrie                       | El robo del siglo    | Guanyador |
| 2021 | Millor actor protagonista de telenovel·la, sèrie o minisèrie | Andrés Parra         | Guanyador |
| 2021 | Millor editor                                                | El robo del siglo    | Guanyador |

### Premis Platino
| Any  | Categoria                                                                     | Telenovel·la o sèrie | Resultat  |
| ---- | ----------------------------------------------------------------------------- | -------------------- | --------- |
| 2021 | Millor telenovel·la, sèrie o minisèrie Iberoamericana                         | El robo del siglo    | Nominat   |
| 2021 | Millor interpretació masculina de telenovel·la, sèrie o minisèrie             | Andrés Parra         | Guanyador |
| 2021 | Millor interpretació masculina repartiment de telenovel·la, sèrie o minisèrie | Christian Tappan     | Guanyador |
| 2021 | Millor interpretació femenina de telenovel·la, sèrie o minisèrie              | Marcela Benjumea     | Nominat   |